# 庙东郢东南遗址
庙东郢东南遗址，位于合肥市蜀山区小庙镇庙东郢村东南部，是一处晚更新世遗址，由安徽省文物考古研究所于2023年6月至2024年1月主持发掘，是合肥市区首次发现旧石器时代遗址，将市区人类活动的历史向前推进至几万年。遗址上层为43座清早期墓葬及西周时期灰坑1座，下层发现土石制品3600余件，是巢湖市柳家2号遗址之外，安徽省另一处有绝对年代数据的晚更新世遗址。遗址入选2022-2023年安徽重要考古新发现。